# 사사메촌
사사메촌(笹目村)은 사이타마현 기타아다치군에 존재했던 촌이다. 태평양전쟁중 1943년 4월 1일, 북서쪽 옆의 미야모토촌과 합병해 미사키촌이 되어, 소멸하였다.

## 지리
- 사이타마현 중앙(기타아다치) 지역의 남쪽에 있으며, 남쪽을 도쿄부(현 도쿄도)와 접하고 있다.
- 남쪽을 아라카와 강이 서쪽에서 동쪽으로 흐른다.
- 전 지역이 저지대이다.

## 역사
- 1889년 1월 1일 - 정촌제 시행에 병행하여, 기타아다치군 사사메촌이 성립하였다.
- 1943년 4월 1일 - 미야모토촌과 합병에 의해 미사키촌이 성립하여, 사사메촌은 소멸하였다.